# Polder Scheldeschorren-Noord
De Polder Scheldeschorren-Noord is een Vlaamse polder (watering), die zich uitstrekt over de gemeenten Bornem en Sint-Amands in Antwerpen en Buggenhout in Oost-Vlaanderen. De polder maakt deel uit van het het waterschap Rivierenland.
De polder is opgericht bij besluit van de Vlaamse Regering van 19 december 2008, dat op 2 juli 2010 in werking trad. Hij is de opvolger van de voormalige polders van Bornem, van Weert, van Hingene en de polder Oude en Nieuwe Schorren. De afbakening is verder aangepast om overeen te komen met het deelbekken Scheldeschorren van het waterschap Rivierenland.
De zetel is het oude gemeentehuis van Hingene.